# Оливедус
Оливедус (порт. Olivedos) — муниципалитет в Бразилии, входит в штат Параиба. Составная часть мезорегиона Сельскохозяйственный район штата Параиба. Входит в экономико-статистический микрорегион Куриматау-Осидентал. Население составляет 3489 человек на 2007 год. Занимает площадь 317,900 км². Плотность населения — 9,6 чел./км².

## Статистика
- Валовой внутренний продукт на 2003 год составляет 6 167 139,00 реалов (данные: Бразильский институт географии и статистики).
- Валовой внутренний продукт на душу населения на 2003 год составляет 1979,82 реалов (данные: Бразильский институт географии и статистики).
- Индекс развития человеческого потенциала на 2000 год составляет 0,627 (данные: Программа развития ООН).